# Playas de Vigo

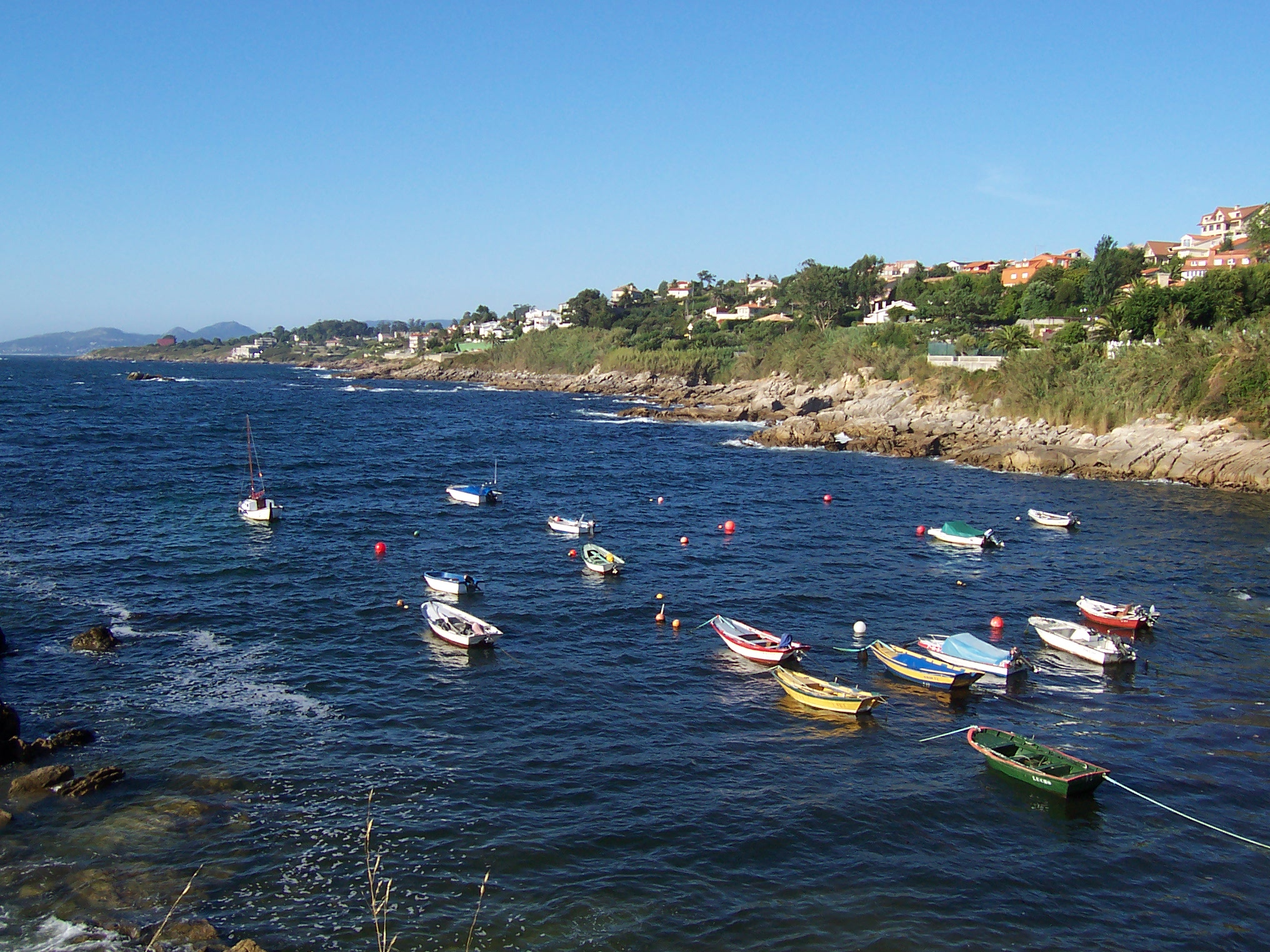
Barcas en la playa de O Portiño.

A lo largo del término municipal de Vigo se encuentran ubicadas 38 playas y calas, sin contar las 9 de las islas Cíes. Entre estas playas se encuentran arenales con olas para la práctica de deportes náuticos, calas salvajes, playas familiares, playas nudistas y playas urbanas.
En mayo del año 2022, la Asociación de Educación Ambiental y del Consumidor (ADEAC) otorgó la distinción de bandera azul a las siguientes 11 playas del municipio: Argazada, Carril, Santa Baia y Tombo do Gato en Alcabre, Fontaíña y el Vao en Corujo, Rodas en las Islas Cíes, Samil en Navia, Canido en Oya, Muíños de Fortiñón en Sayanes y la Punta en Teis. Lo que convierte a Vigo en la ciudad con más de 100 000 habitantes de España con mayor número de playas distinguidas con bandera azul.

## Playas de Vigo
Estas son las 38 playas y calas del municipio de Vigo, sin contar las 9 situadas en las Islas Cíes:
- Calo del Faro. Cala situada en la parroquia de Teis, en los acantilados del monte de A Guía. Sus dimensiones son de 24 metros de largo por 6 metros de ancho.[2][12]

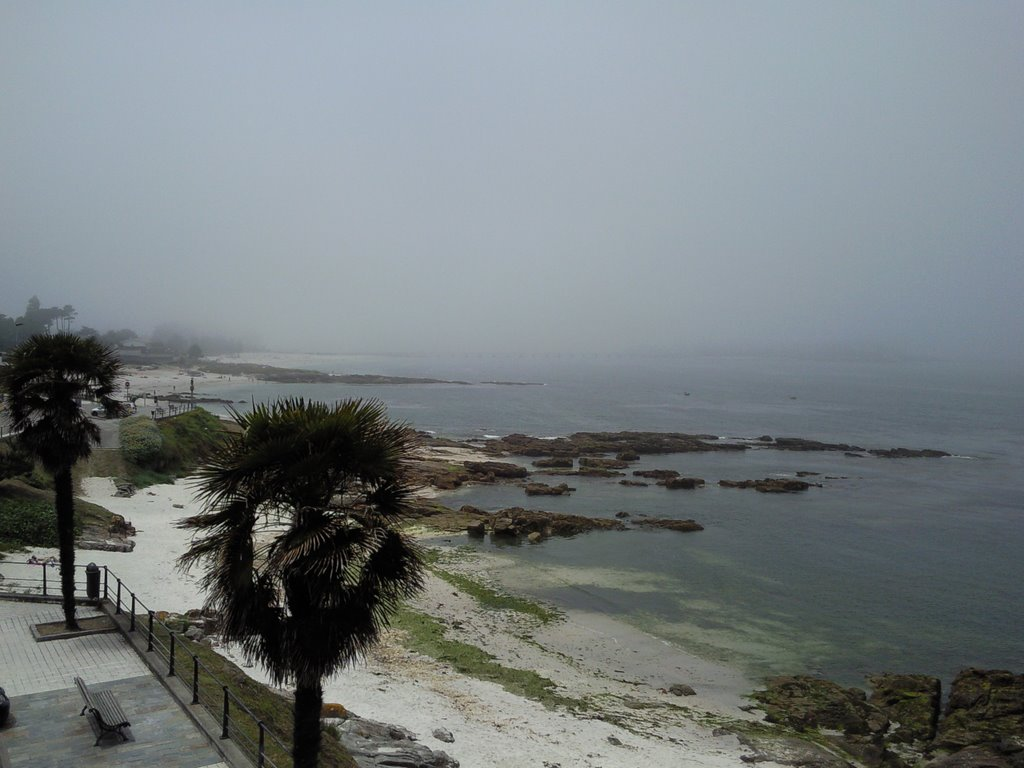
Día de invierno en la playa de A Calzoa.

- Playa de A Calzoa. Está situada en la parroquia de Corujo, sus dimensiones son de 175 metros de largo por 35 metros de ancho.[13] También dispone de servicios como duchas y fuente y se puede ir con perros.
- Playa de A Fábrica. Está situada en la parroquia de Teis, en las inmediaciones del monte de A Guía. Sus dimensiones son de 17 metros de largo por 9 metros de ancho.[12]
- Playa de A Fontaíña. Está situada en la parroquia de Corujo, sus dimensiones son de 280 metros de largo por 40 metros de ancho. También conocida como la playa de las Barcas, está pegada a la playa de la Sirenita formando un solo arenal.,[5] dispone de servicios como duchas, fuente y rampa de acceso.[14]
- Playa de A Lagoa. Está situada en la parroquia de Teis, en las inmediaciones del monte de A Guía. Sus dimensiones son de 40 metros de largo por 8 metros de ancho, dispone de servicios como duchas.
- Playa de A Manquiña. Está situada en la parroquia de Teis, cerca del desaparecido astillero Factorías Vulcano. Sus dimensiones son de 19 metros de largo por 9 metros de ancho, dispone de servicios como duchas y fuente.[2][12]

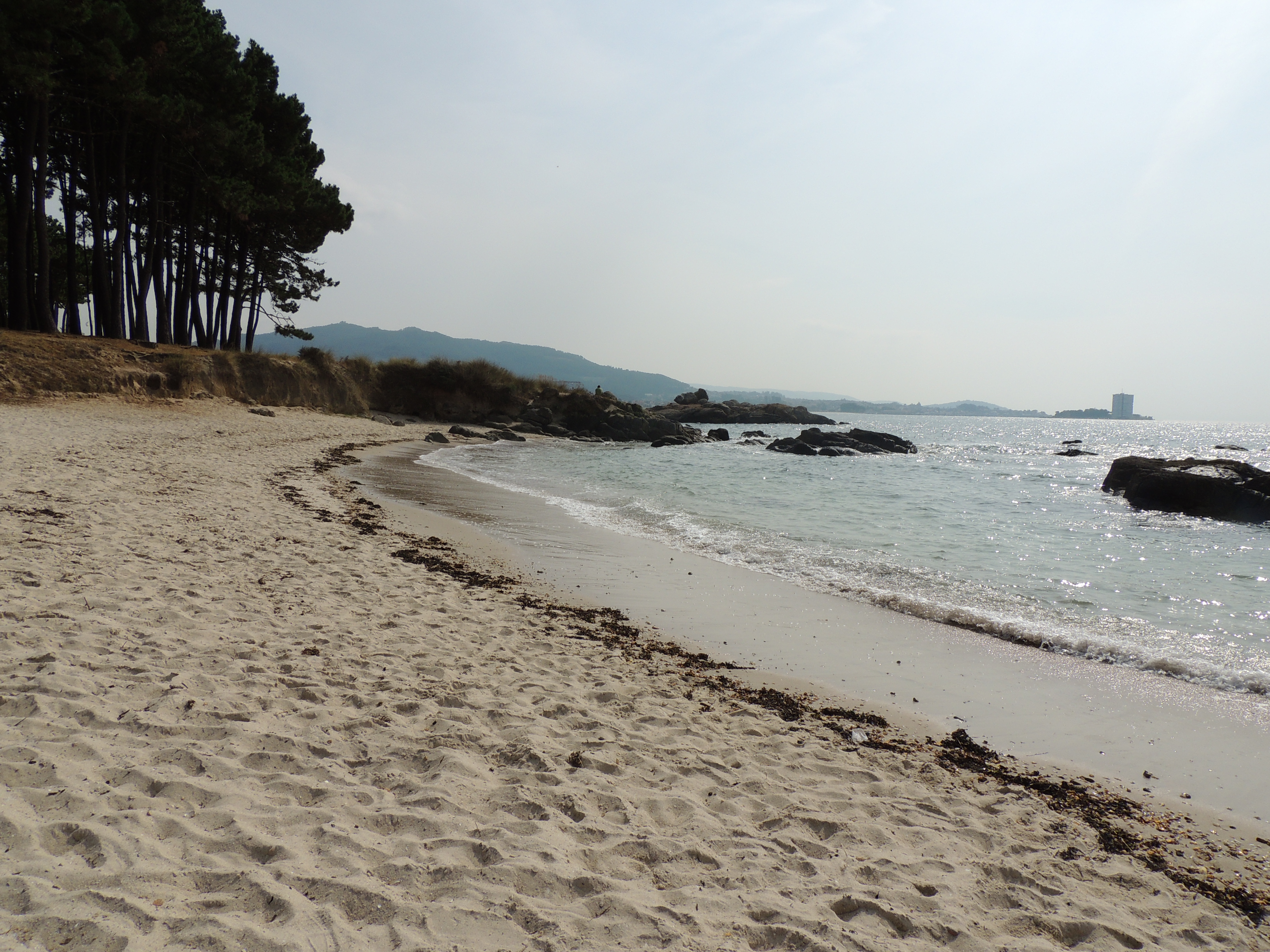
Playa de A Mourisca.

- Playa de A Mourisca. Está situada en la parroquia de Alcabre, cerca del Museo del Mar de Galicia. Sus dimensiones son de 90 metros de largo por 8 metros de ancho, también es conocida como la playa del Matadero.[15]
- Playa de A Punta. Es la playa más concurrida de la parroquia de Teis, sus dimensiones son de 50 metros de largo por 8 metros de ancho. El arenal se caracteriza por sus aguas transparentes y por un gran banco de marisqueo. Dispone de servicios como duchas, fuentes, paseo marítimo, zonas adaptadas para personas con discapacidad y un puesto de vigilancia y salvamento de la Cruz Roja.
- Playa de A Sobreira. Está situada en la parroquia de Oya, sus dimensiones son de 200 metros de largo por 80 metros de ancho. Los fondos rocosos de sus aguas hacen que esta playa cuente con un gran atractivo para la práctica del buceo.
- Playa de As Fontes. Está situada en la parroquia de Alcabre, sus dimensiones son de 230 metros de largo por 16 metros de ancho. También es conocida como el arenal de la Batería o la playa de los Olmos, dispone de servicios como duchas.
- Playa de Argazada. Está situada en la parroquia de Alcabre, sus dimensiones son de 410 metros de largo por 80 metros de ancho. Dispone de servicios como duchas, fuentes y lavapiés, en sus inmediaciones también se encuentran pistas de monopatín y patinaje.
- Playa de Buraca. Está situada en cabo Estai, en la parroquia de Oya. Sus dimensiones son de 126 metros de largo por 14 metros de ancho, es una playa con un número pequeño de usuarios y cuenta con afloramientos rocosos.
- Playa de Cala da Furna. Está situada en cabo Estai, en la parroquia de Oya. Sus dimensiones son de 6 metros de largo por 7 metros de ancho, la playa está formada por afloramientos rocosos y es de difícil acceso para los usuarios.[2]
- Playa de Canido. Está situada en la parroquia de Oya, sus dimensiones son de 270 metros de largo por 40 metros de ancho. Dispone de servicios como duchas, fuentes y paseo marítimo, en sus inmediaciones también se encuentra un camping.

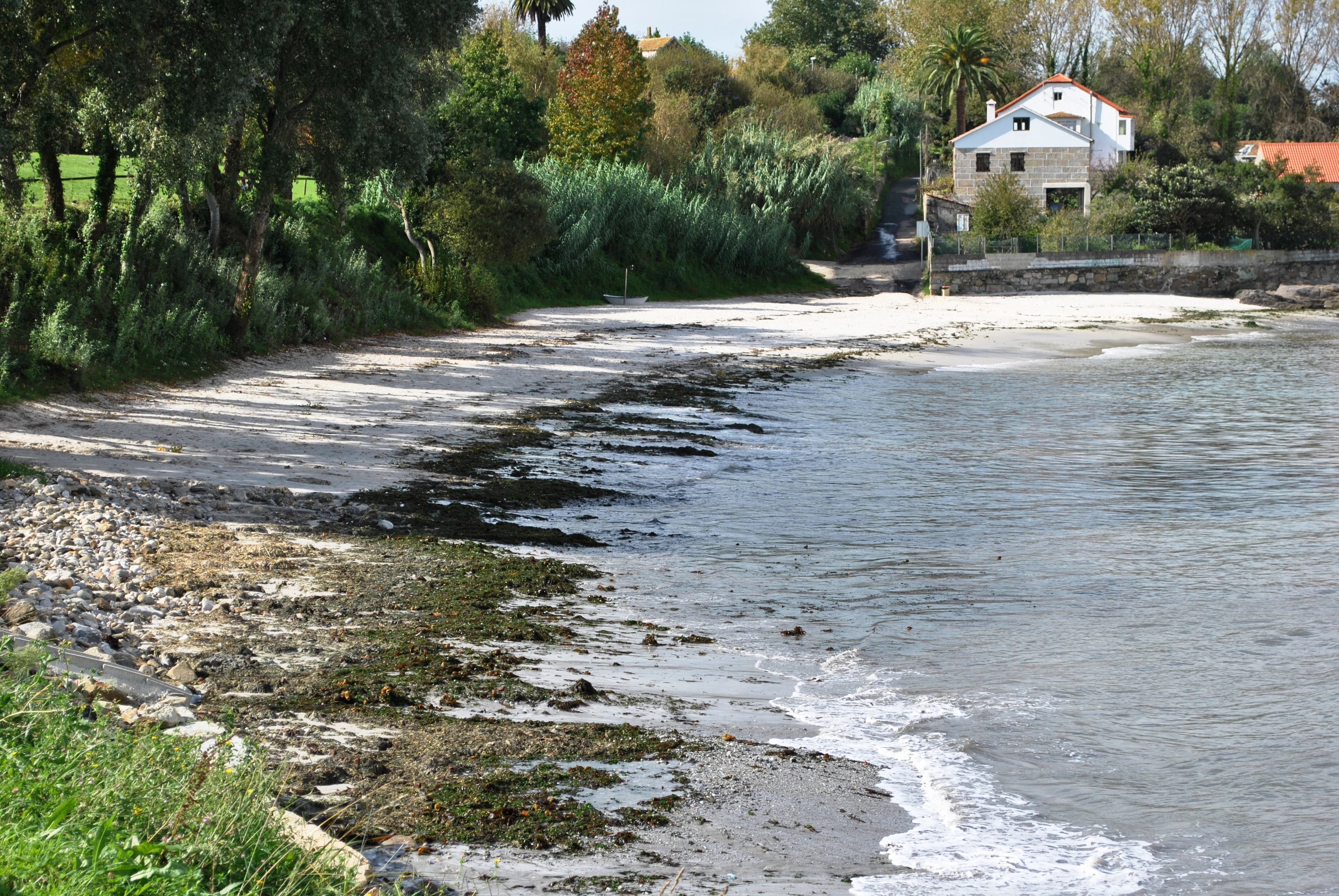
Playa de Carril.

- Playa de Canto da Area. Está situada en cabo Estai, en la parroquia de Oya. Sus dimensiones son de 98 metros de largo por 8 metros de ancho, está formada por afloramientos rocosos.[2]
- Playa de Carril. Está situada en la parroquia de Alcabre, sus dimensiones son de 390 metros de largo por 15 metros de ancho.
- Playa de Espedrigada. Está situada en la parroquia de Alcabre, dispone de 75 metros de largo.
- Playa de Fechiño. Está situada en la parroquia de Corujo,[2] sus dimensiones son de 73 metros de largo por 16 metros de ancho.
- Playa de Fontoura. Está situada en la parroquia de Alcabre, sus dimensiones son de 82 metros de largo por 8 de ancho. Dispone de servicios como fuente y parque infantil.
- Playa de Foz. Ubicada en las parroquias de Navia y Corujo, sus dimensiones son de 300 metros de largo por 8 metros de ancho. Dispone de servicios como duchas y fuente.
- Playa de Muíños de Fortiñón. Está situada en la parroquia de Sayanes, sus dimensiones son de 100 metros de largo por 30 metros de ancho. Dispone de servicios como duchas y un puesto de vigilancia y salvamento de la Cruz Roja. En esta playa es habitual la práctica del nudismo[7] entre sus usuarios,[5] también es muy frecuentada por aficionados a los deportes náuticos, debido a su fuerte oleaje y viento, aunque resguardada en verano.[16]
- Playa de Noiva. Está situada en la parroquia de Sayanes, cuenta con aproximadamente 50 metros de largo, aunque estas dimensiones pueden variar en función de las mareas. Al igual que en la vecina playa de Muíños de Fortiñón, también es habitual la práctica del nudismo entre sus usuarios.[2][12]

Playa de O Adro.

- Playa de O Adro. Está situada en el barrio de Bouzas,[17] sus dimensiones son de 450 metros de largo por 10 metros de ancho. También es conocida como el arenal de Bouzas, dispone de servicios como duchas, fuentes, parque infantil y paseo marítimo. En sus inmediaciones también se encuentra un puerto deportivo.
- Playa de O Baluarte. Está situada en la parroquia de Corujo, sus dimensiones son de 145 metros de largo por 80 metros de ancho. También conocida como el arenal de Corujo es una de las 5 playas nudistas del municipio,[5] dispone de servicios como duchas.[7]

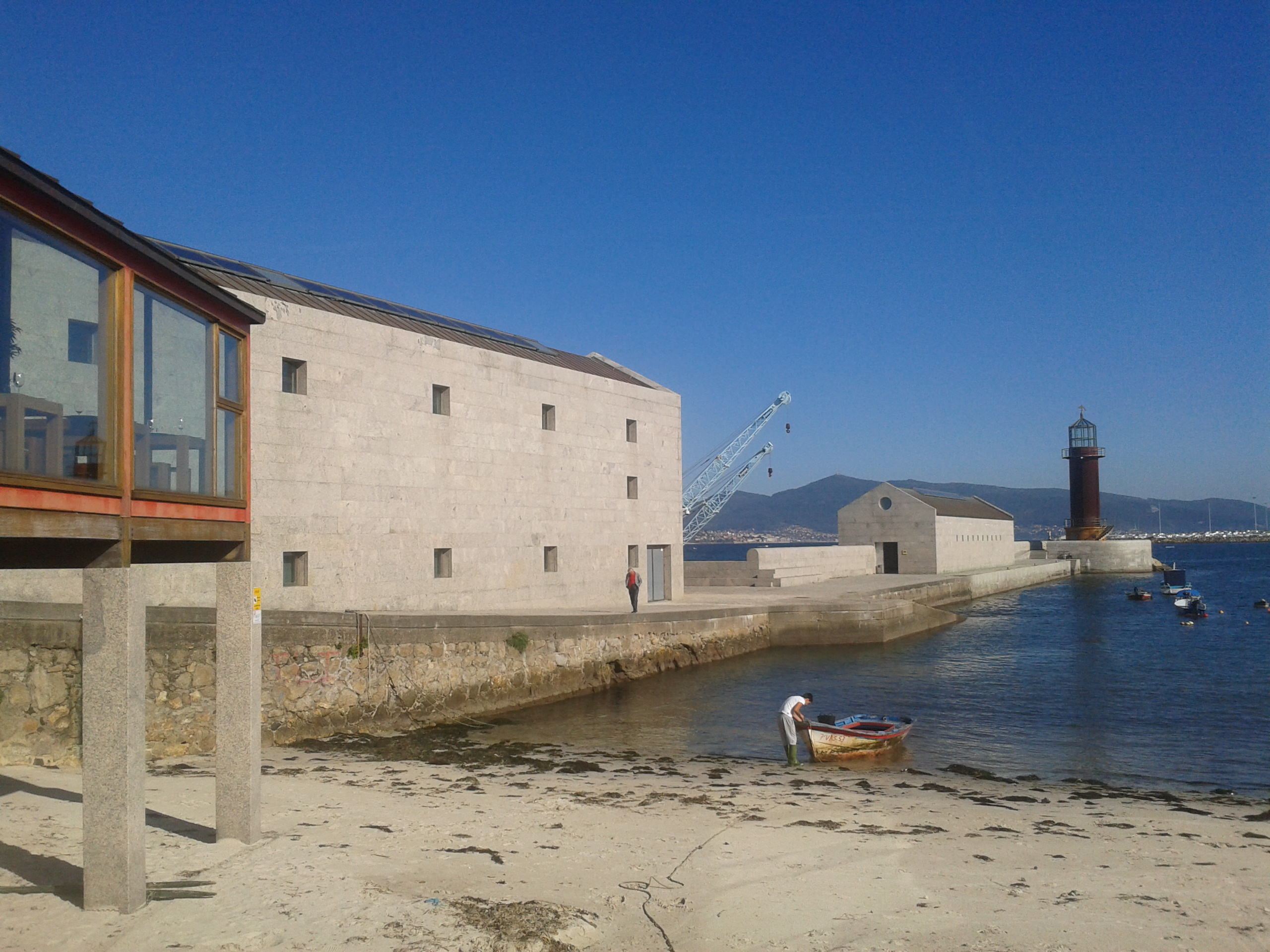
Playa de O Cocho y el Museo del Mar de Galicia.

- Playa de O Cocho. Está situada en la parroquia de Alcabre, cuenta con 150 metros de longitud.[18]
- Playa de O Cocho da Dornas. Está situada en la parroquia de Alcabre, cerca de la playa de Samil. Sus dimensiones son de 130 metros de largo por 15 metros de ancho.
- Playa de O Mende. Está situada en la parroquia de Teis, sus dimensiones son de 90 metros de largo por 20 metros de ancho. También es conocida como la playa del Mendo o de la Rotea, dispone de servicios como rampas de acceso y un paseo marítimo.
- Playa de O Portiño. Está situada en la parroquia de Sayanes, es la última playa del término municipal de Vigo en su zona oeste. Sus dimensiones son de 100 metros de largo por 14 metros de ancho, dispone de servicios como duchas.[19]

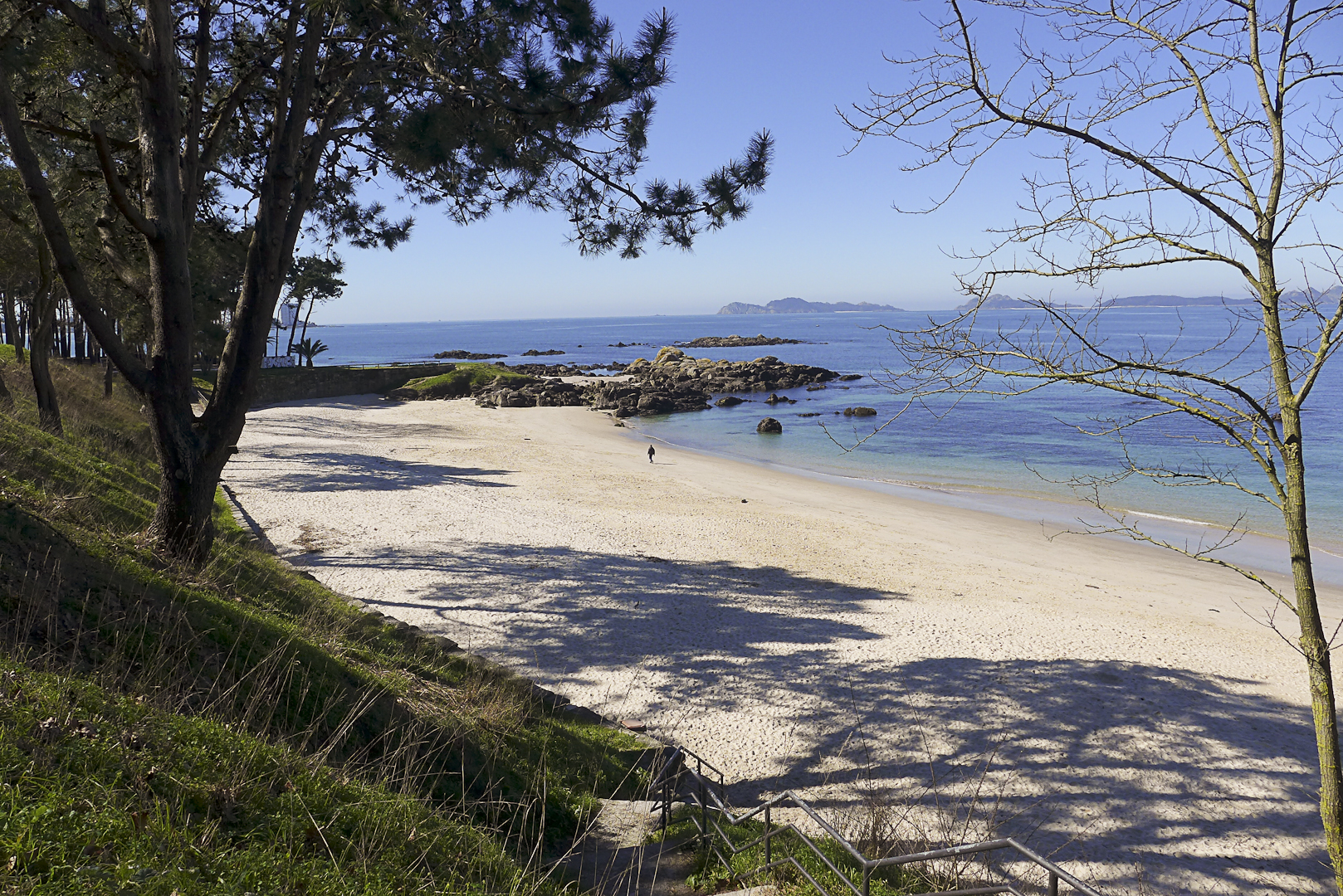
Playa de O Tombo do Gato.

- Playa de O Tombo do Gato. Está situada en la parroquia de Alcabre, sus dimensiones son de 180 metros de largo por 25 metros de ancho. También es conocida como el arenal del Pincho do Gato o la playa de la Fuente, dispone de servicios como aparca bicicletas, duchas, fuente, megafonía, servicios públicos adaptados y un puesto de vigilancia y salvamento de la Cruz Roja.[20]

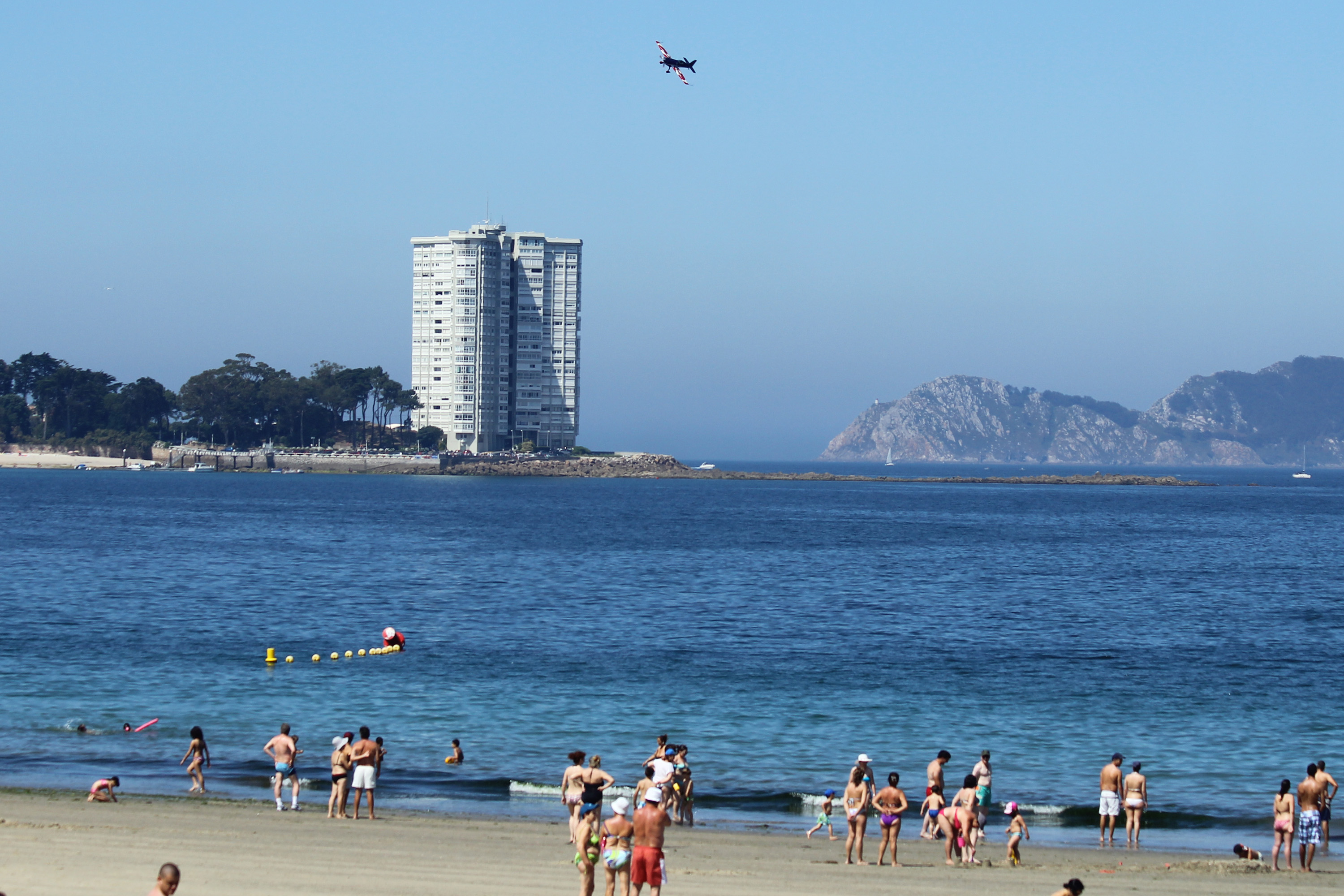
Playa de O Vao y la isla de Toralla.

- Playa de O Vao. Está situada en la parroquia de Corujo, junto con la de Samil es la playa más populosa de Vigo. Sus dimensiones son de 800 metros de largo por 45 metros de ancho, su arena granítica es extremadamente fina y blanca, mientras que sus aguas son frías y claras. El arenal dispone de servicios como campos de fútbol, duchas, fuentes, megafonía, paseo marítimo y un puesto de vigilancia y salvamento de la Cruz Roja, entre otras dotaciones.
- Playa de Ríos de dentro. Está situada en la parroquia de Teis, sus dimensiones son de 50 metros de largo por 9 metros de ancho. También es conocida como la playa de Ríos-Rampla (al este) y playa de Ríos-Pilón (al oeste), estos dos nombres se deben a que el arenal está dividido en dos por la presencia de astilleros en su entorno, la cercanía de estas instalaciones industriales hacen que sus aguas no sean aptas para el baño, pese a ello cuenta con servicio de ducha y fuente.
- Playa de Ríos de fuera. Está situada en la parroquia de Teis, sus dimensiones son de 86 metros de largo por 10 metros de ancho. También es conocida como la playa de la ETEA, al igual que en la playa de Ríos de dentro, sus aguas no son aptas para el baño. Es una de las pocas playas de Vigo que posee un banco de almeja de caste.

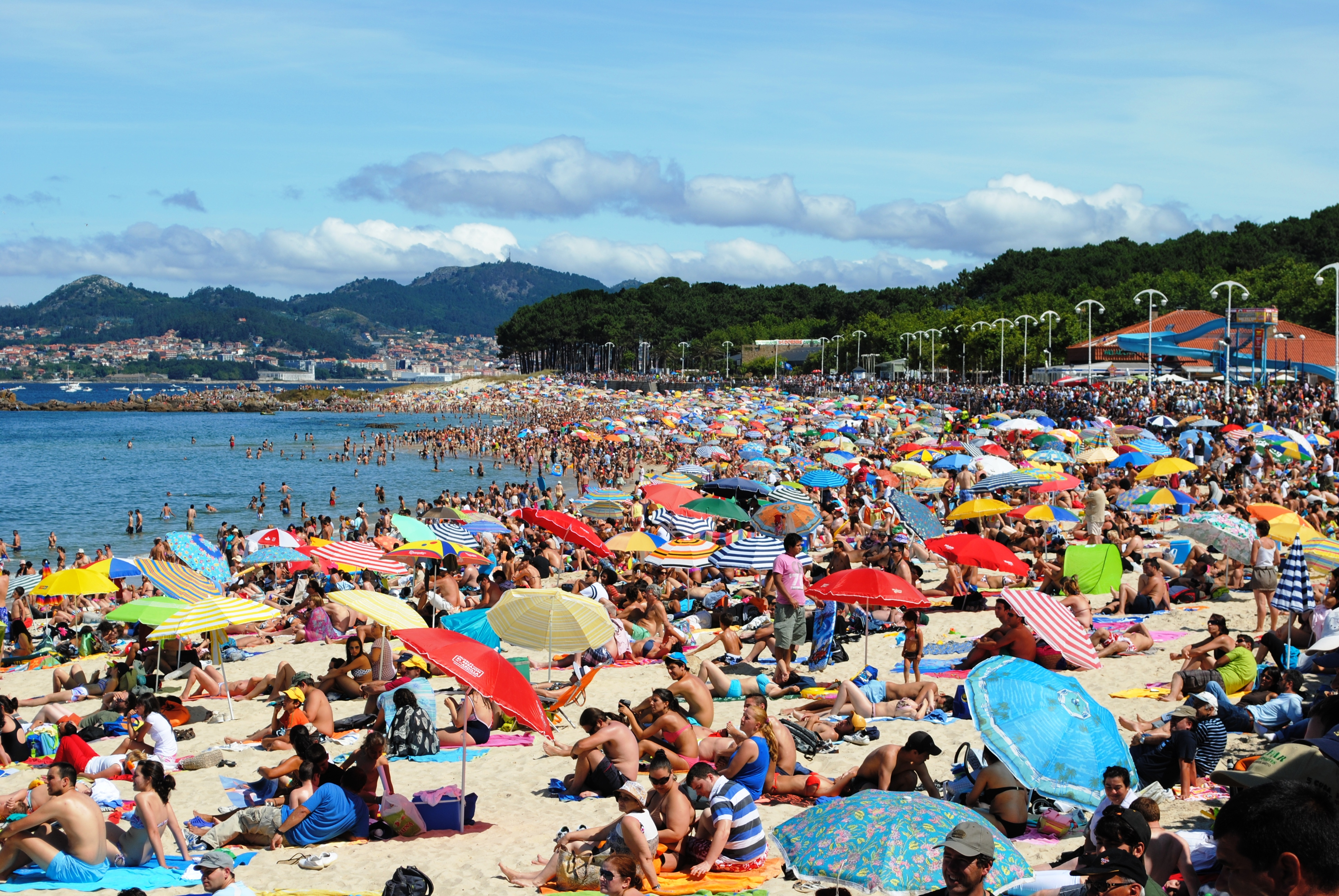
Playa de Samil durante un día de verano.

- Playa de Samil. Con sus 1 115 metros de largo y 15 metros de ancho, es la mayor playa de Vigo y también la más frecuentada por turistas y visitantes. Está situada en la parroquia de Navia y dispone de diversos servicios, como: canchas de baloncesto, duchas, lavapies, megafonía, merenderos, paseo marítimo, piscinas públicas, parques infantiles, pista de patinaje, servicio para el baño en el mar de personas con discapacidades físicas, zonas verdes y un puesto de vigilancia y salvamento de la Cruz Roja, entre otras dotaciones. En las inmediaciones de la playa también se encuentran una bolera, camping, discotecas, restaurantes de comida rápida y el Complejo deportivo de Samil, que incluye un campo de fútbol, tres pistas de pádel y doce pistas de tenis.[21]
- Playa de Santa Baia. Está situada en la parroquia de Alcabre, sus dimensiones son de 230 metros de largo por 15 metros de ancho. También es conocida como el arenal del Borralleiro, dispone de servicios como duchas.
- Playa de Serral. Está situada en la parroquia de Oya, sus dimensiones son de 52 metros de largo por 24 metros de ancho.
- Playa de Suacasa. Está situada en la parroquia de Teis, es la última playa del término municipal de Vigo en su zona este. También es conocida como la playa de la Cacharela y sus dimensiones son de 44 metros de largo por 6 metros de ancho, aunque con pleamar apenas existe superficie de arena.
- Playa de Toralla. Es la única playa de Vigo que mira al sur, sin contar las de las Islas Cíes, está situada en la Isla de Toralla y se encuentra dividida en dos partes debido a que la atraviesa el puente de acceso a la isla. Sus dimensiones son de 200 metros de largo por 20 metros de ancho y su único acceso es desde el puente de acceso a la isla.
- Playa de Xunqueiro. Está situada en la parroquia de Oya, sus dimensiones son de 570 metros de largo por 10 metros de ancho. También es conocida como el arenal del Fuchiño, la Mosca o de Monduíña, dispone de servicios como aparca bicicletas, duchas y fuente.

Playas de Vigo
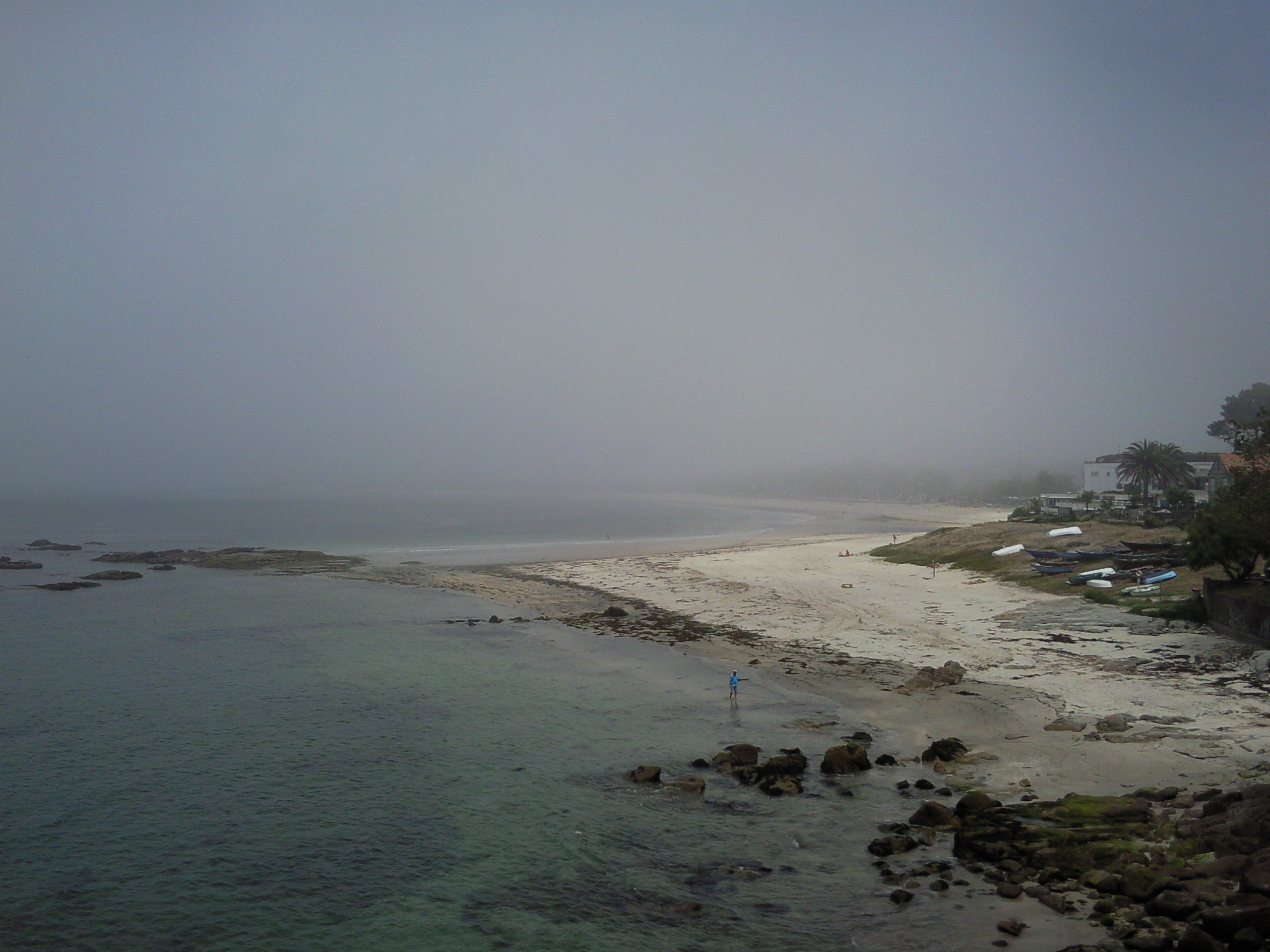
Playa de A Calzoa.
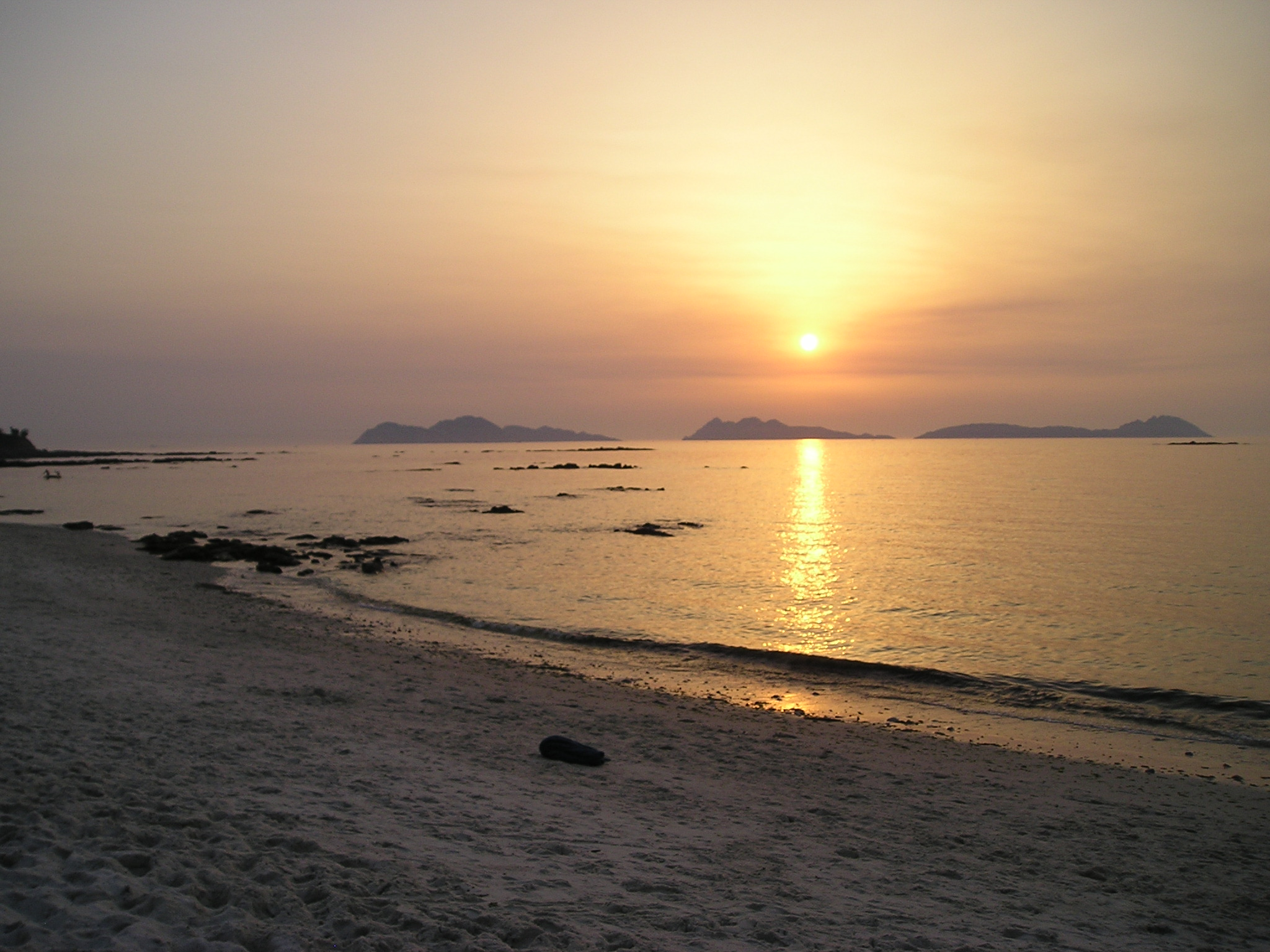
Playa de Canido.
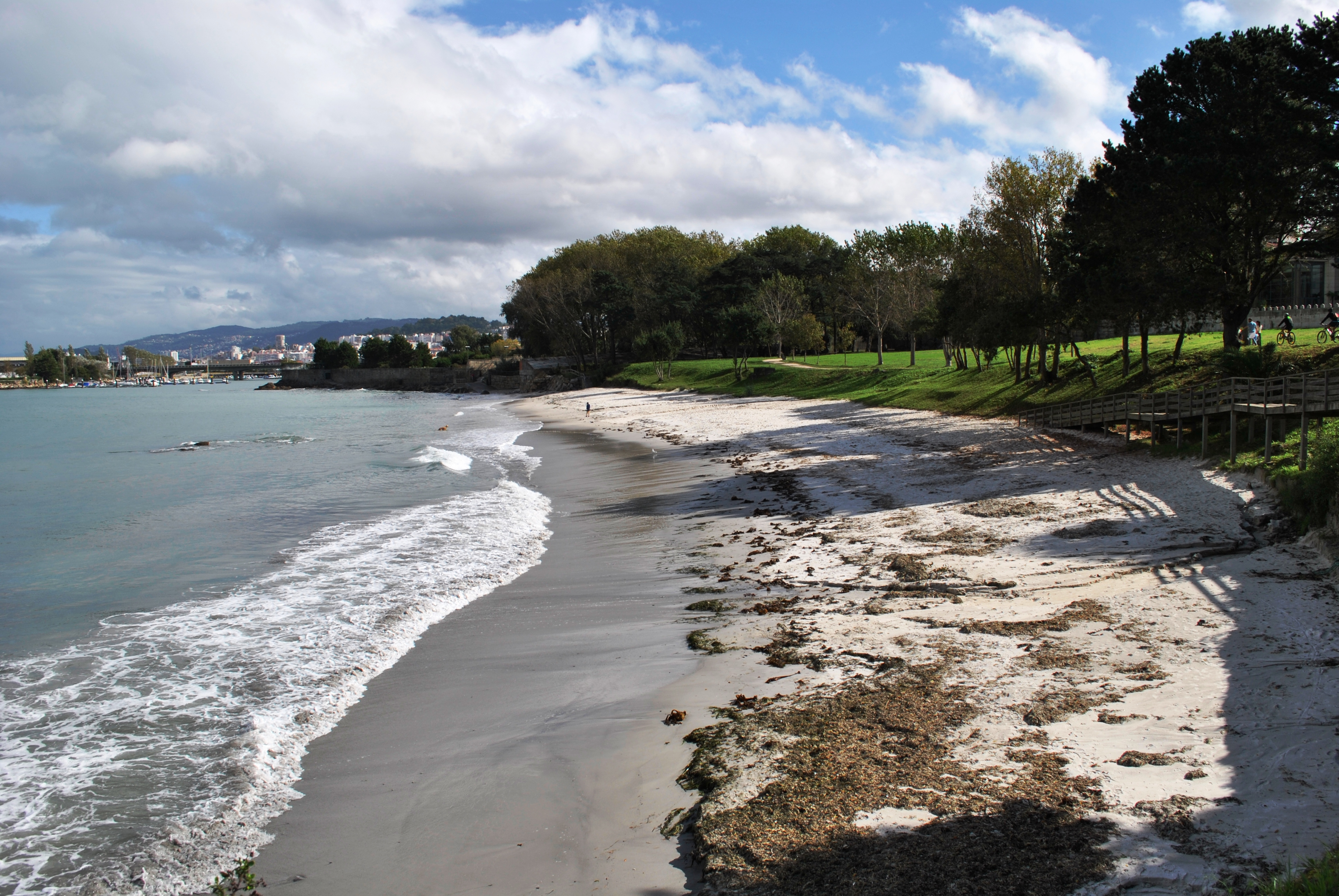
Playa de Carril.
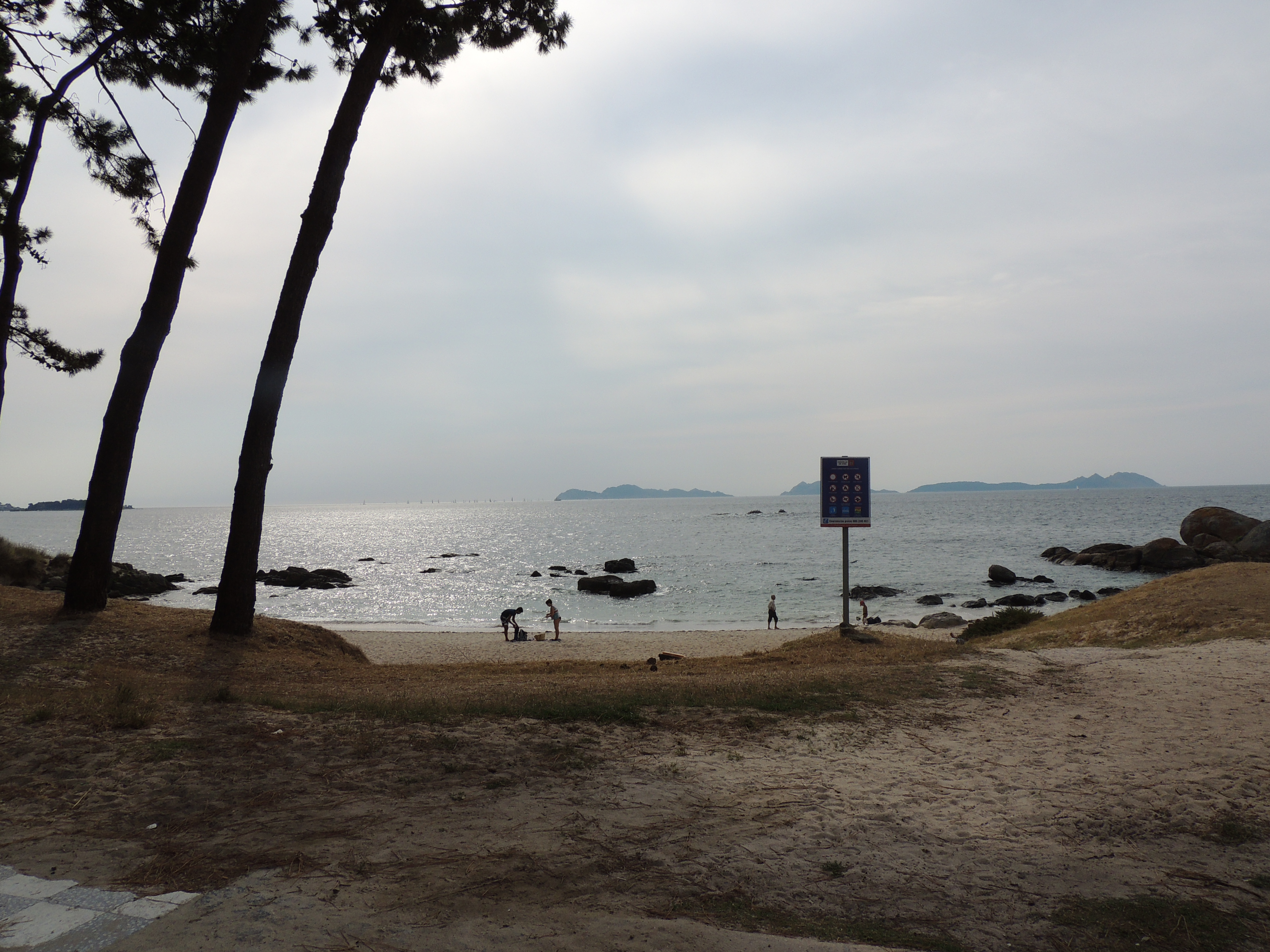
Playa de Espedrigada.
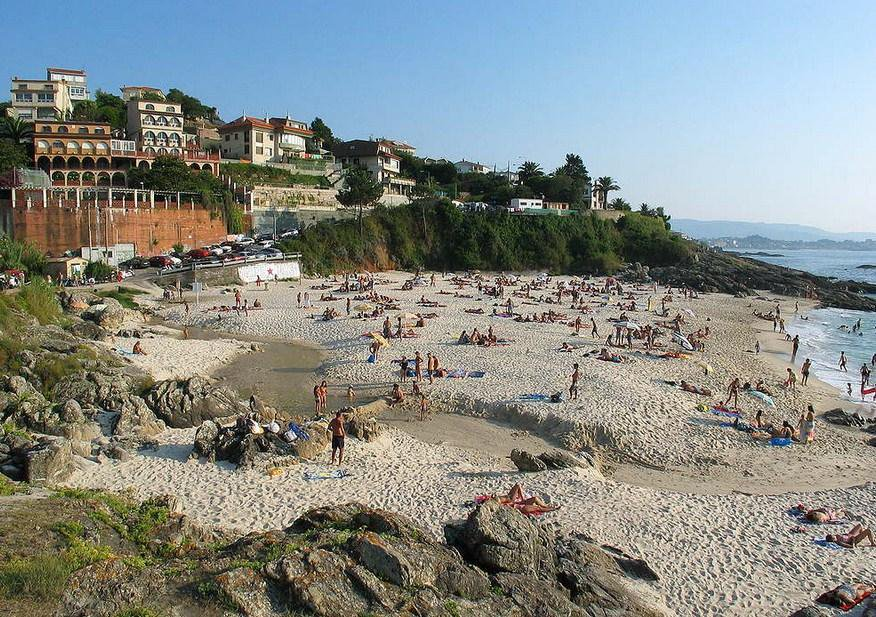
Playa de Muíños de Fortiñón.
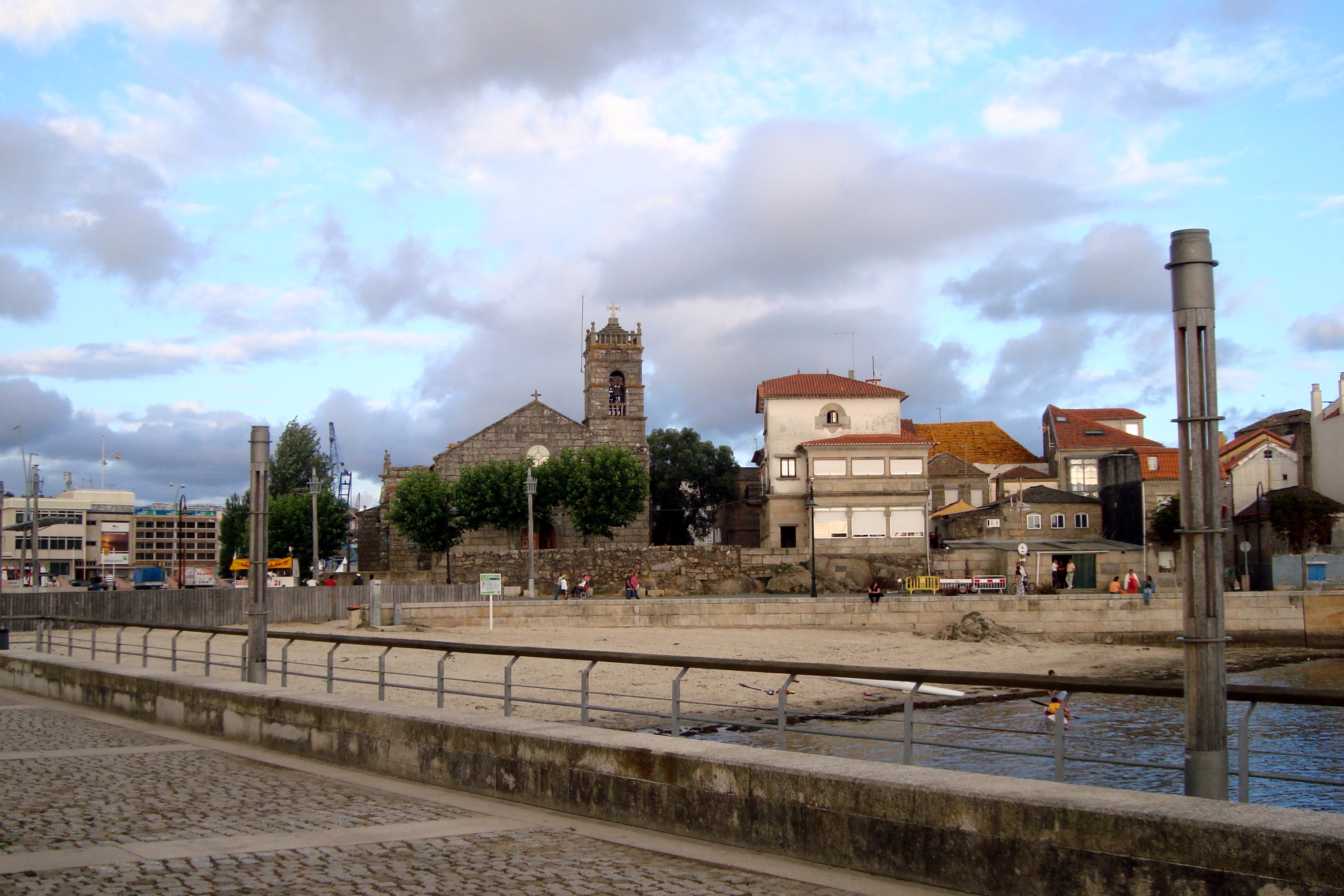
Playa de O Adro.
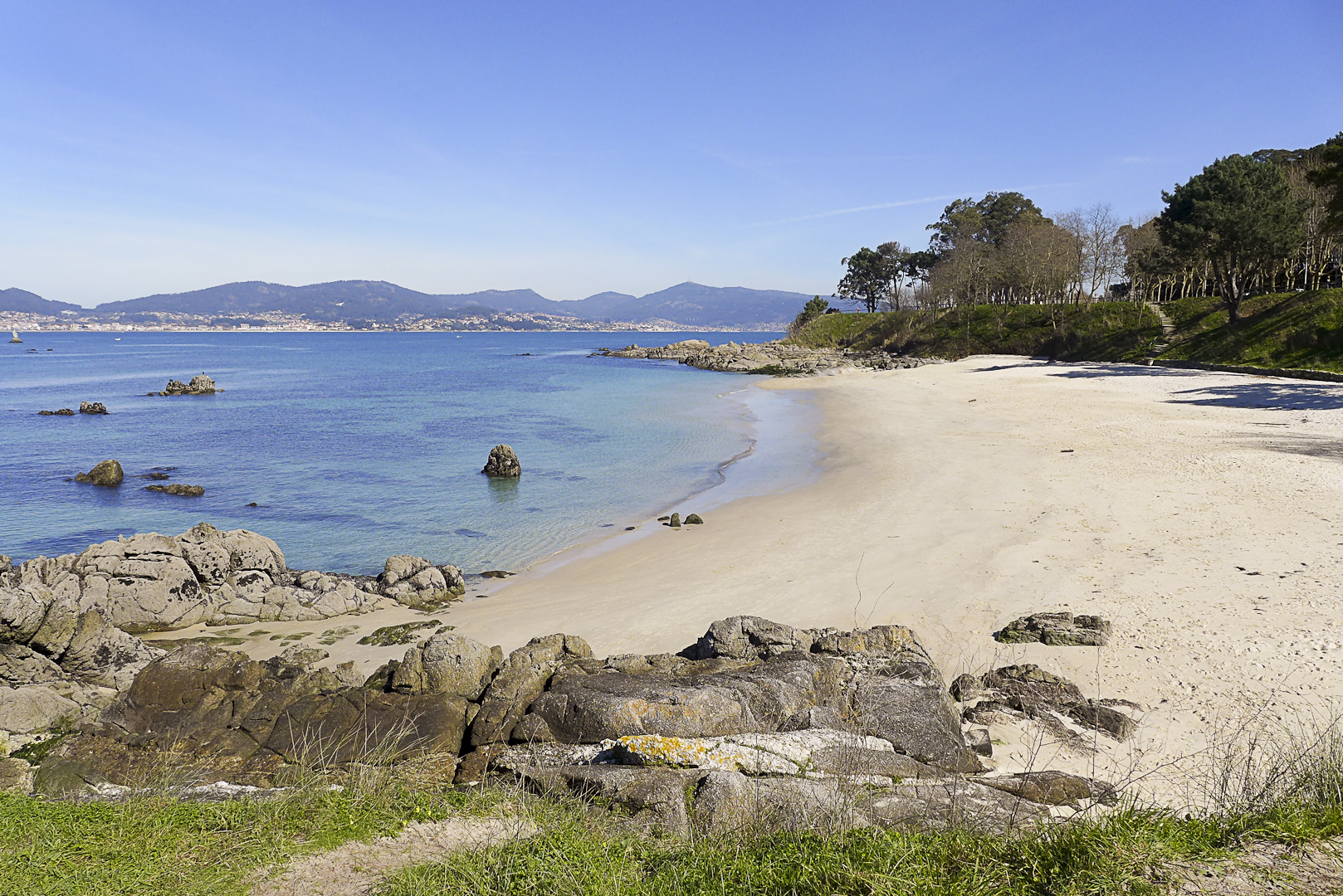
Playa de O Tombo do Gato.
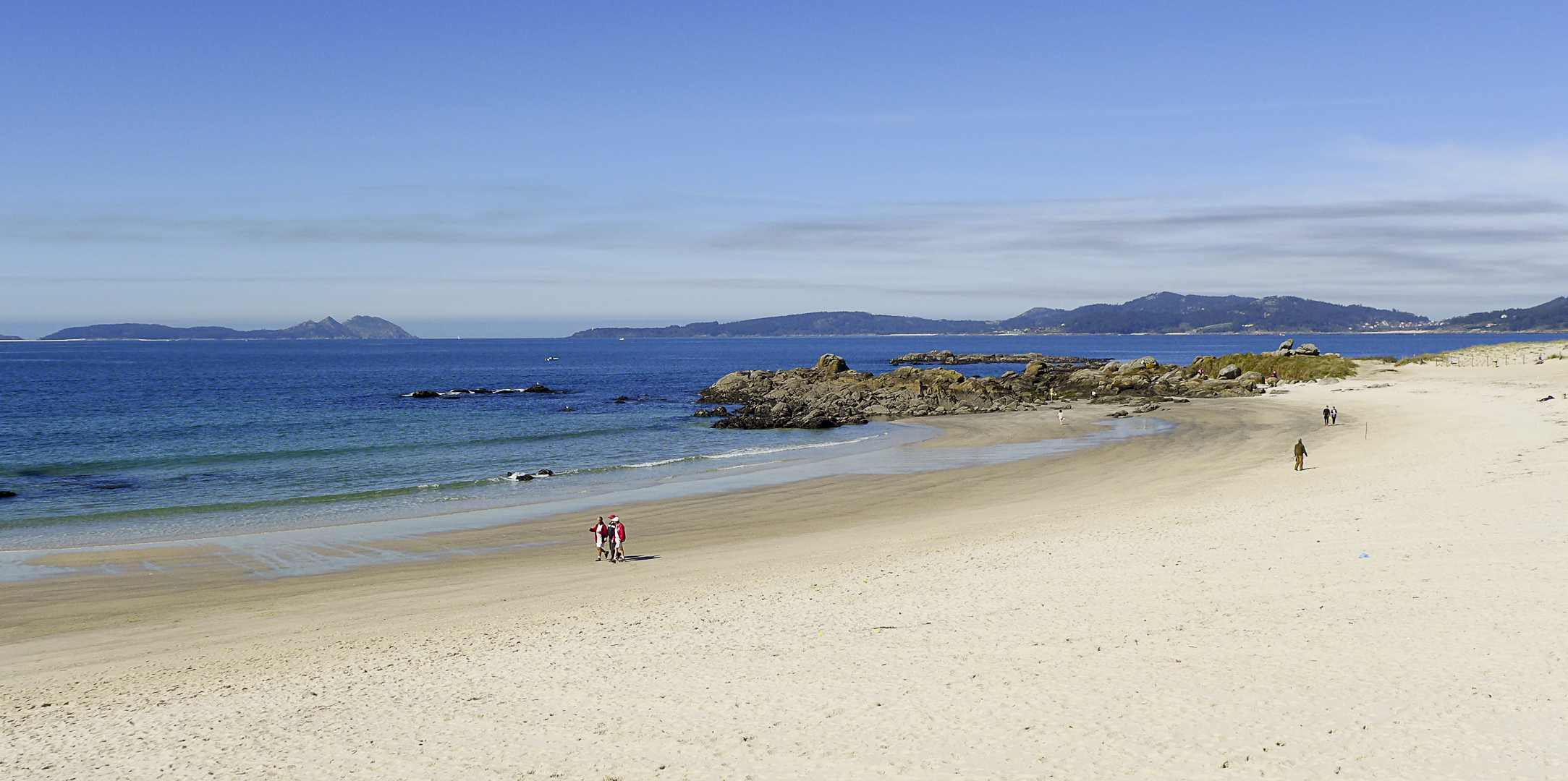
Playa de O Vao.
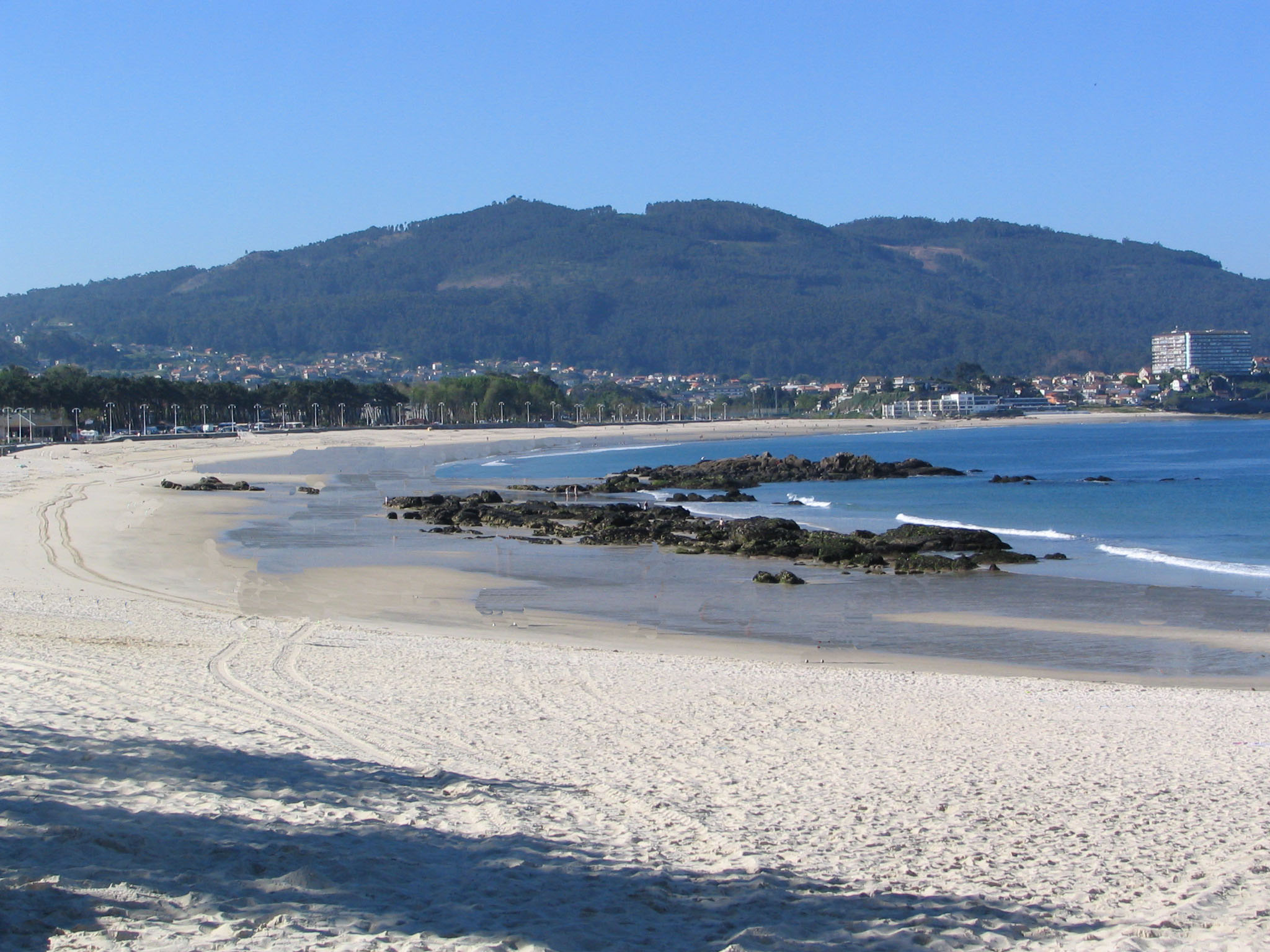
Playa de Samil.
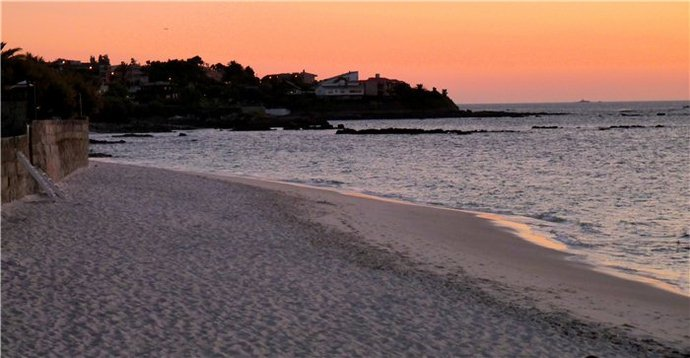
Playa de Xunqueiro.

## Playas de las islas Cíes
El municipio de Vigo cuenta con otras 9 playas emplazadas en el archipiélago de las islas Cíes, que pertenece al parque nacional de las Islas Atlánticas de Galicia.
Las 9 playas de las islas Cíes son las siguientes: Areiña, Bolos, Cantareira, Figueiras, Margaridas, Muxieiro, Nuestra señora de Carracido, San Martiño y Rodas. Esta última fue elegida como la "playa más hermosa del mundo" por el periódico británico The Guardian en febrero del año 2007.

Playas de las Islas Cíes
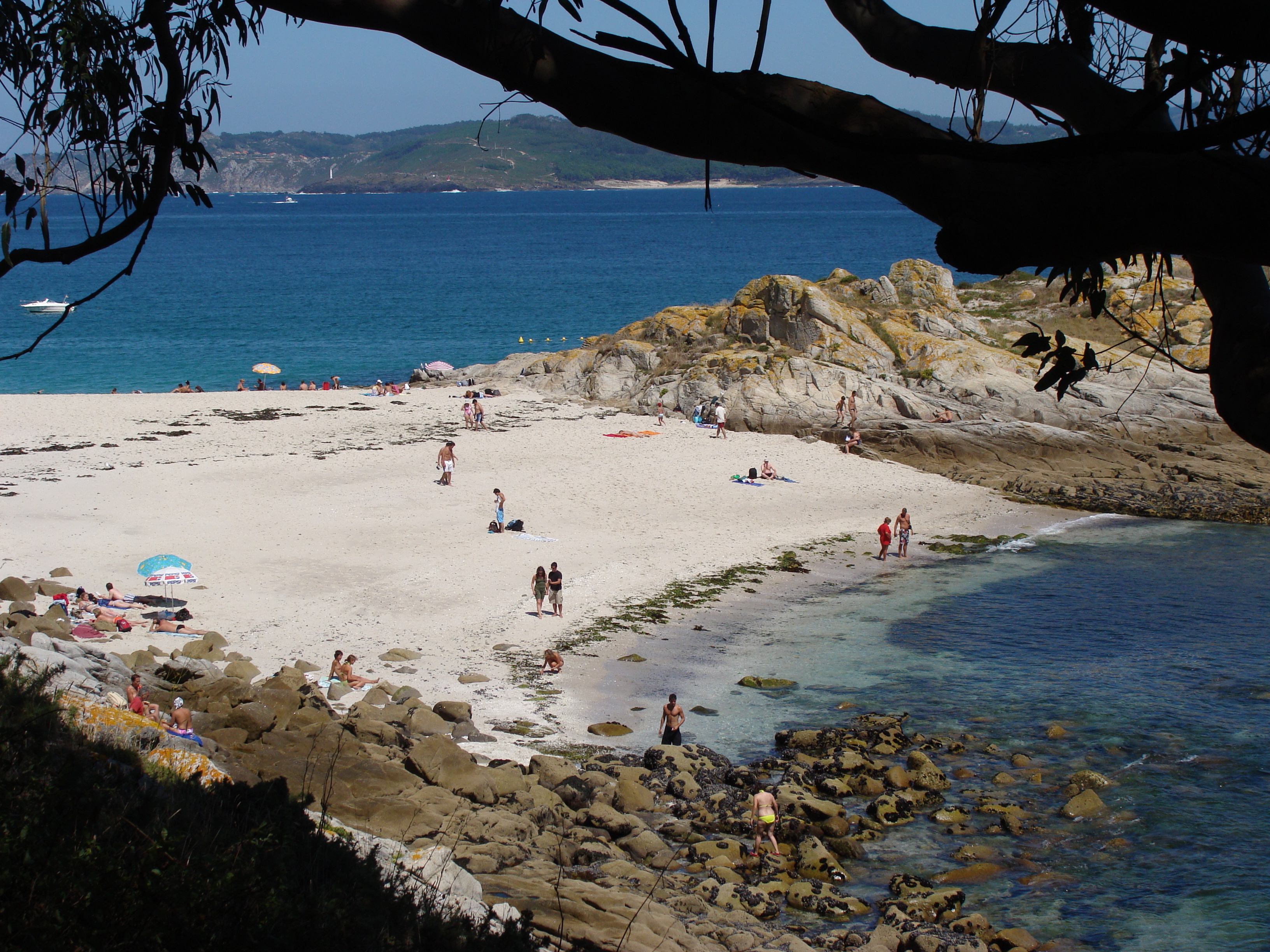
Playa de Bolos.
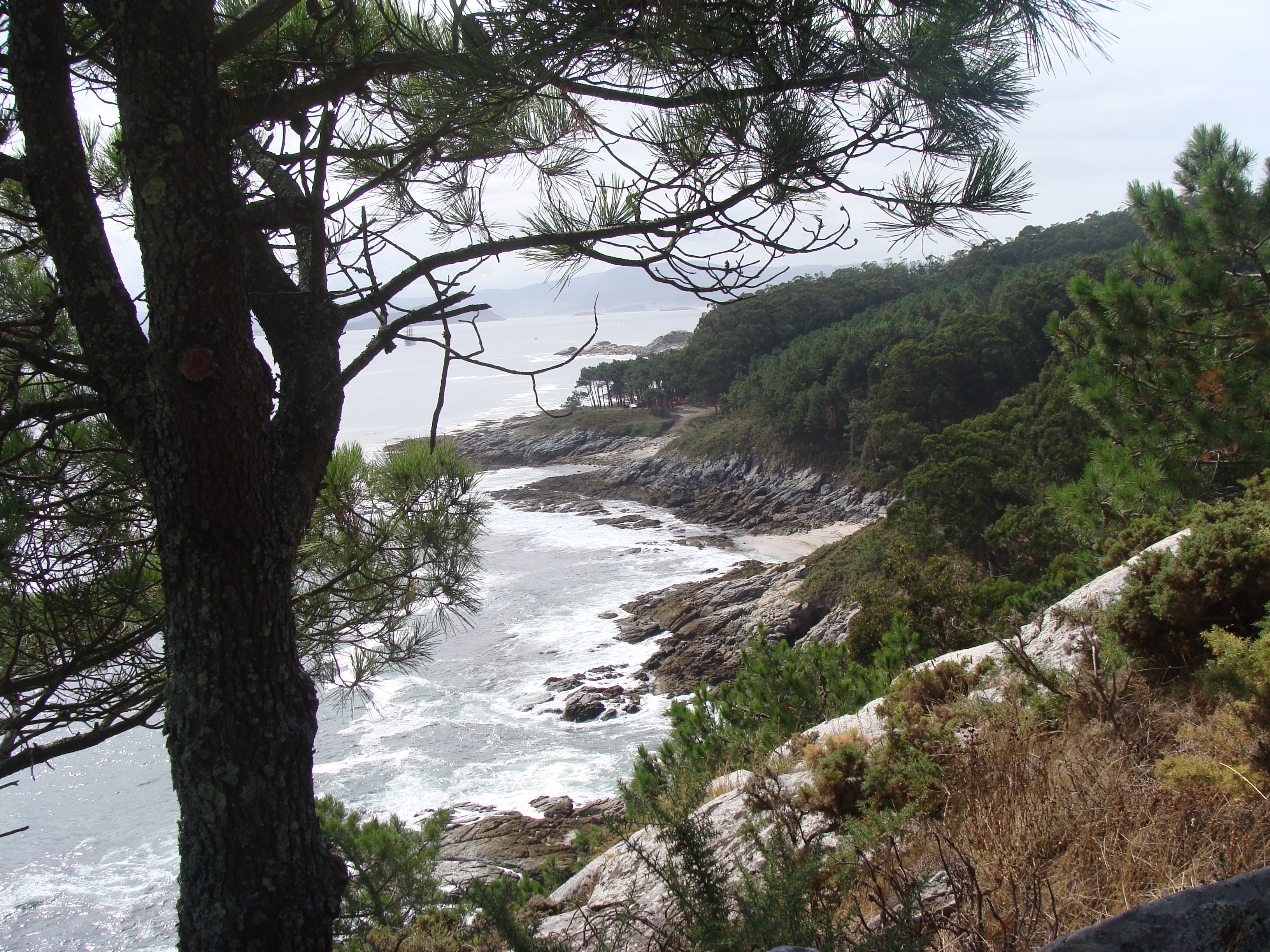
Playa de Cantareira.
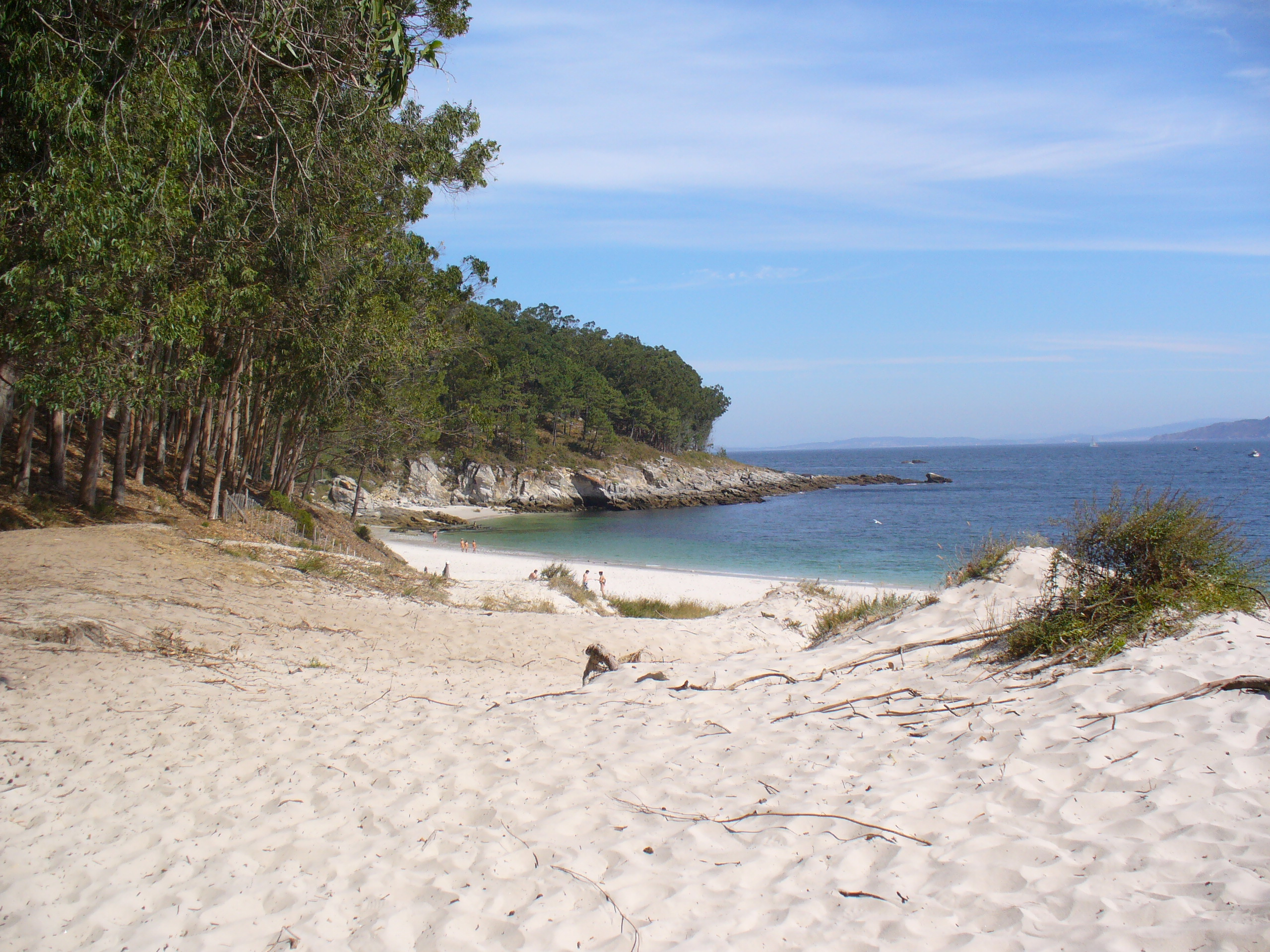
Playa de Figueiras.
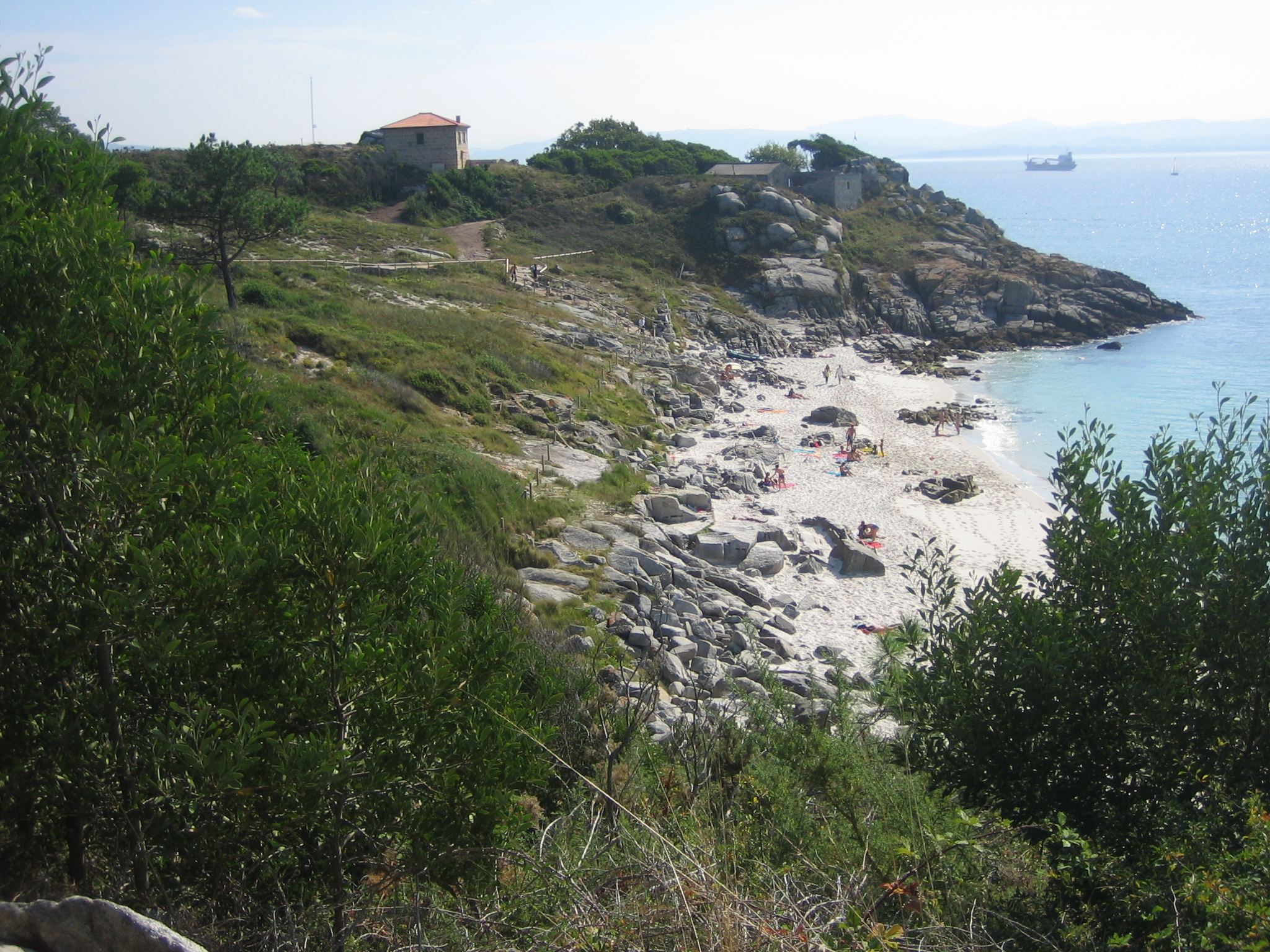
Playa de nuestra señora de Carracido.
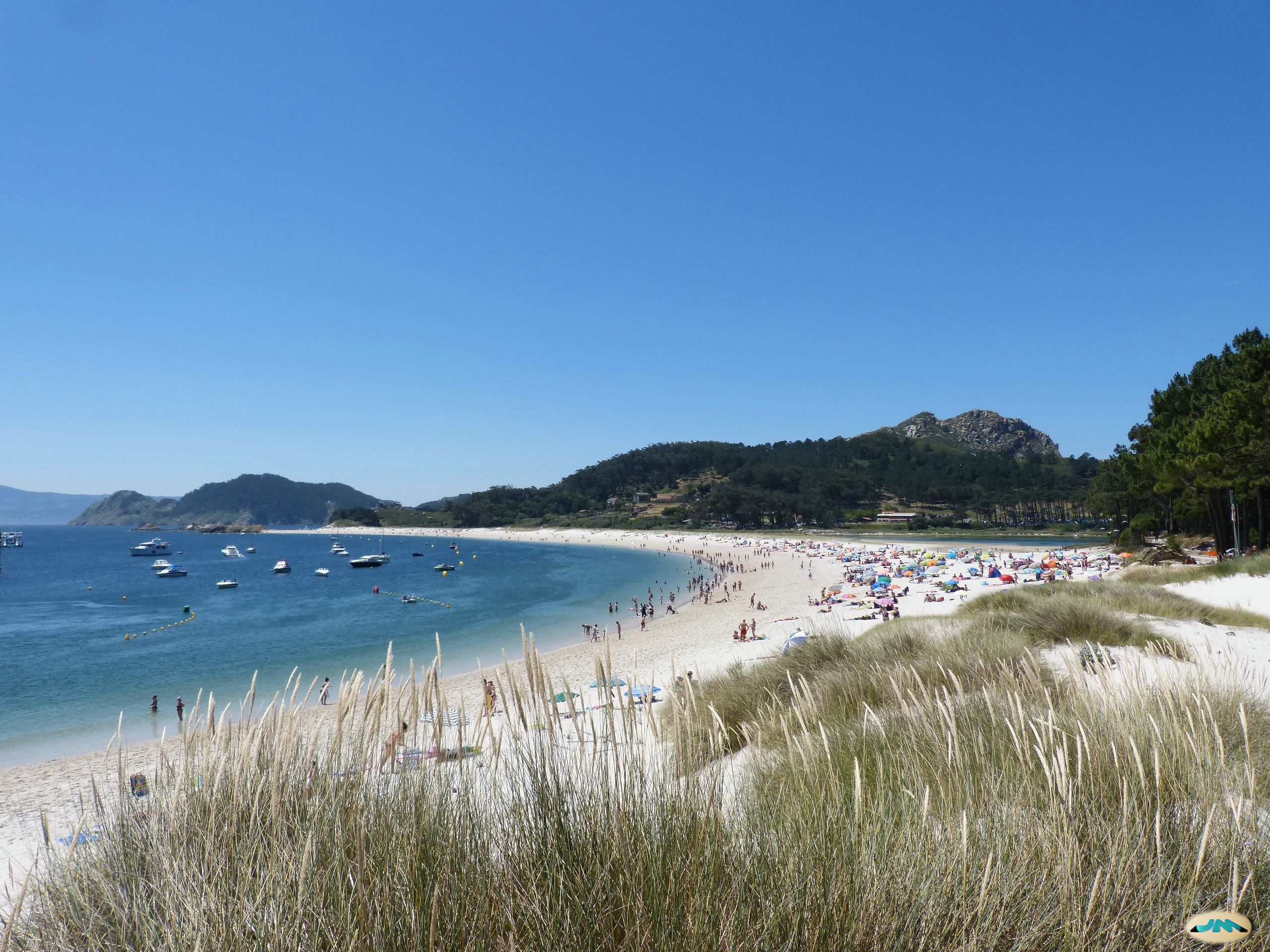
Playa de Rodas.